# Дейв Маккей
Девід «Дейв» Маккей (англ. David «Dave» McKay; нар. 1 березня 1960, Вінніпег, Манітоба) — канадський борець вільного стилю, чемпіон Ігор Співдружності, учасник двох Олімпійських ігор. Позавершенні спортивної кар'єри — тренер з боротьби.

## Життєпис
Боротьбою почав займатися з 1977 року. У 1978 році став бронзовим призером чемпіонату світу серед юніорів. У 1979 році здобув срібну медаль Панамериканського чемпіонату серед молоді.
Виступав за борцівський клуб «Burnaby Mountain» Бернабі. Тренер — Майк Джонс.
Після завершення спортивної кар'єри став сертифікованим тренером 4-го рівня. Тренував канадських борців на кількох Олімпійських іграх та чемпіонатах світу, зокрема під його керівництвом Даніель Ігалі здобув золоті медалі на чемпіонаті світу 1999 року та Олімпійських іграх 2000 року.
Мешкає в місті Порт-Муді, Британська Колумбія.

## Спортивні результати на міжнародних змаганнях

### Виступи на Олімпіадах
| Змагання                    | Збірна | Вагова категорія          | Місце                |
| --------------------------- | ------ | ------------------------- | -------------------- |
| Літні Олімпійські ігри 1984 | Канада | вільна боротьба, до 68 кг | вибув після 3 раунду |
| Літні Олімпійські ігри 1988 | Канада | вільна боротьба, до 68 кг | 5                    |

### Виступи на Чемпіонатах світу
| Змагання                        | Збірна | Вагова категорія          | Місце |
| ------------------------------- | ------ | ------------------------- | ----- |
| Чемпіонат світу з боротьби 1983 | Канада | вільна боротьба, до 68 кг | 7     |
| Чемпіонат світу з боротьби 1986 | Канада | вільна боротьба, до 68 кг | 6     |
| Чемпіонат світу з боротьби 1987 | Канада | вільна боротьба, до 68 кг | 10    |

### Виступи на Іграх Співдружності
| Змагання                | Збірна | Вагова категорія          | Місце  |
| ----------------------- | ------ | ------------------------- | ------ |
| Ігри Співдружності 1986 | Канада | вільна боротьба, до 68 кг | Золото |

### Виступи на інших змаганнях
| Змагання                           | Збірна | Вагова категорія          | Місце |
| ---------------------------------- | ------ | ------------------------- | ----- |
| Гран-прі Німеччини з боротьби 1984 | Канада | вільна боротьба, до 68 кг | 4     |

### Виступи на змаганнях молодших вікових груп
| Змагання                                                | Збірна | Вагова категорія                 | Місце  |
| ------------------------------------------------------- | ------ | -------------------------------- | ------ |
| Чемпіонат світу з боротьби серед юніорів 1978           | Канада | греко-римська боротьба, до 65 кг | Бронза |
| Панамериканський чемпіонат з боротьби серед молоді 1979 | Канада | вільна боротьба, до 68 кг        | 4      |
| Панамериканський чемпіонат з боротьби серед молоді 1979 | Канада | греко-римська боротьба, до 68 кг | Срібло |